# San Lorenzo Isontino
San Lorenzo Isontino (San Lurinç Lisuntin in friulano standard, San Lurinz nella variante locale), già San Lorenzo di Mossa, è un comune italiano di 1 489 abitanti in Friuli-Venezia Giulia.

## Geografia fisica
San Lorenzo Isontino è un comune prevalentemente agricolo, situato sulla sponda destra del fiume Isonzo (che però dista alcuni chilometri e scorre al di fuori del territorio comunale), nell'ultimo tratto orientale della pianura friulana a contatto con le prime propaggini del Collio.

## Storia
Le origini del paese sono antiche, quasi certamente antecedenti al X secolo. Grazie ad una relazione della visita apostolica dell'abate di Moggio nel 1570, alla parte austriaca della diocesi di Aquileia e quindi anche alla chiesa sanlaurentina, è possibile avere un quadro della situazione della chiesa di allora in cui vengono messi in luce abusi e corruzione ma anche uno spaccato di vita della popolazione che al tempo era di 200 abitanti.
Nella primavera del 1915 la Grande guerra coinvolge il paese, per la vicinanza con il fronte del Carso e dell'Isonzo, l'abitato è colpito da granate e gran parte della popolazione viene deportata al campo di concentramento di Landegg presso Pottendorf, alle porte di Vienna, dalla primavera del 1915 ai primi mesi dei 1918,  dove a causa di malattie, stenti e privazioni trovarono la morte 61 sanlorenzini.
Nel 1988 nel contesto di un programma di riconciliazione viene stabiliti un gemellaggio con la città di Pottendorf. Il 6 dicembre 2015 sempre a Pottendorf viene posta una lapide commemorativi per i 100 anni dall'esodo di fianco al monumento che ricorda i profughi del Goriziano, dell’Istria e del Trentino.
Nel 1955, con un decreto del presidente della Repubblica, San Lorenzo di Mossa riacquista l'autonomia dal comune di Capriva del Friuli. Nel 1968, a seguito di un lungo iter burocratico, un altro decreto del presidente della Repubblica sancisce la modifica della denominazione ufficiale del comune nell'attuale "San Lorenzo Isontino".
Il comune inoltre ha ospitato per diversi anni nel suo territorio il battaglione di fanteria d'arresto 63º btg. f. arr. "Cagliari", Brigata Gorizia.
Decorato di due croci dell'Ordine Militare d'Italia, due medaglie d'argento, una medaglia di bronzo ed una croce di guerra al valor militare. Il battaglione celebra il combattimento di Polazzo (2/07/1915) dove si guadagna la medaglia d'argento al valor militare.
Costituito il 1º agosto 1862, si scioglie il 30 novembre 1991 proprio a San Lorenzo Isontino, quando ormai finita la guerra fredda non era più necessario difendere la Soglia di Gorizia.
Il motto del battaglione era: "Procedere non recedere".

### Simboli
Lo stemma e il gonfalone sono stati concessi con decreto del presidente della Repubblica del 24 febbraio 1978. Nello stemma è raffigurato san Lorenzo con la palma del martirio e la graticola. Il gonfalone è un drappo troncato di verde e di bianco.

## Monumenti e luoghi d'interesse
- Chiesa parrocchiale di San Lorenzo Martire, costruita nel 1923 in stile neoclassico

## Società

### Evoluzione demografica
Abitanti censiti

### Lingue e dialetti
A San Lorenzo Isontino, accanto alla lingua italiana, la popolazione utilizza la lingua friulana. Ai sensi della Deliberazione n. 2680 del 3 agosto 2001 della Giunta della Regione autonoma Friuli-Venezia Giulia, il Comune è inserito nell'ambito territoriale di tutela della lingua friulana ai fini della applicazione della legge 482/1999, della legge regionale 15/1996 e della legge regionale 29/2007.
La lingua friulana che si parla a San Lorenzo Isontino rientra fra le varianti appartenenti al friulano goriziano.

## Amministrazione

### Gemellaggi
- Pottendorf, dal 1988

## Sport
Nel 1971 nascono i Drag Bears, squadra di baseball che nel 2007 vince i playoff per accedere alla Serie B. La Squadra e società tuttavia è stata chiusa dopo 40 anni di attività e fa ora parte della storia del paese.